# اتوماسیون کامپیوتر
Computer Automation Inc سازنده رایانه ای بود که توسط David H. Methvin در سال 1968 تاسیس شد و در اصل در نیوپورت بیچ ، کالیفرنیا ، ایالات متحده مستقر بود .   این شرکت در سال 1972 در انگلستان برای فروش ، پشتیبانی و تعمیرات مستقر شد ، و مقر اصلی آن در خانه هرتفورد ، مپل کراس ، ریکمانسورث ، هرتفوردشایر بود. بعداً به Suite 2 Milfield House ، مرکز Croxley ، Croxley Green ، Watford ، Hertfordshire نقل مکان کرد.
در سال 1981 آنها دفاتر شرکت ها را به بولدر ، کلرادو  منتقل کردند ، ولی تولید و فروش در کالیفرنیا باقی ماند. در سال 1985 دفاتر به اروین ، کالیفرنیا منتقل شدند.  سرانجام در سال 1990 به ریچاردسون ، تگزاس نقل مکان کردند.  آنها قبلاً در سال 1978 به عنوان راهی برای فرار از نرخ بالای مالیات و کارگری کالیفرنیا ، یک مرکز تولید و مهندسی را در آنجا افتتاح کرده بودند.
اولین محصولات اتوماسیون کامپیوتری PDC404 و PDC 808 "کنترلرهای دیجیتالی قابل برنامه ریزی" بودند. PDC 808 حدودا در جولای 1969 ارائه شد و برای کنترل و نظارت برنامه های ثبت اطلاعات طراحی شده بود. این محصول 4K  دارای حافظه ای با هسته 8 بیتی بود که قابل ارتقاء تا 16K با مدار های منطقی DTL  بودند. 
در سال 1969 کالیفرنیا تولید کامل مدل 816 را اعلام کرد، که یک کامپیوتر 16 بیتی برای استفاده عمومی  با استفاده از مدارهای مجتمع TTL منطقی و یک حافظه هسته سه بعدی بود 
در سال 1971 CA آلفا 8 را معرفی کرد، که یک ماشین هشت بیتی بود و همینطور Alpha 16 را  که صرفاً همان ایده و مفهوم را دو برابر کرده و یک ماشین 16 بیتی ساخت.  هر دو با استفاده از دستگاه های DTL و TTL ساخته شده اند. پردازنده آلفا 8 و آلفا 16 هر كدام شامل سه صفحه مدار كامل در حدود 18 اینچ مربع بود ، سپس گزینه های کارت حافظه بود، که كارت های مغناطیسی 8k ، 4k و بندرت 16k وجود داشت. چندین گزینه برای ورود داده موجود بود، نوار کاغذی که از طریق تابلویی به نام کنترل کننده برنامه وجود دارد که می تواند برای اسفاده در دستگاه های دیگر مانند چاپگرها و غیره نیز استفاده شود. یک کنترل کننده نوار مغناطیسی وجود داشت که یک کارت کامل بود و یک کنترل کننده دیسک رابط Winchester که دو کارت کامل بود با یک اتصال دهنه تخته مدار که دو کارت را بهم متصل می کرد. کنسول برنامه نویسان دارای یک ردیف سوئیچ ضامن برای ورود اطلاعات روال های راه انداز و غیره بودند. دو شاسی در دسترس بود ، استاندارد و جامبو با منابع تغذیه جداگانه. کارتهای متنوع دیگری برای اشکال مختلف ورودی / خروجی و کنترل فرآیند ، کارتهای رله ، کارتهای دو نوع تله تیپ و غیره در دسترس بود.
در سال 1973 LSI-1 ارائه شد ،  که یک کامپیوتر 16 بیتی ارزان قیمت بود. برای دستیابی به اهداف بلند پروازانه ، شرکت در صدد تولید تراشه های LSI کاملاً سفارشی برآمد: یک واحد منطقی حسابی 4 بیتی و واحد کنترل 3 تراشه. واحد کنترل براساس آرایه های منطقی قابل برنامه ریزی (PLA) بود. واحد کنترل PLA دستورالعمل ها و وقایع دستگاه را به مجموعه ای از دستورالعمل های کوچک برای کارکرد ALU و توابع مربوطه تبدیل می کرد. این کانسپت توسط کن گورمن ایده گرفته شده و توسط گورمن و روی بلاشر طراحی شده است. اگرچه این طرح در آزمایشگاه با استفاده از تراشه های تکرار اول به اثبات رسیده است ، یک خطای پردازش فاجعه بار توسط قسمت ساخت شرکت تراشه ملی در حین تکرار رفع اشکال باعث ایجاد یک لغزش برنامه شش ماهه شده که پروژه نتوانست از آن بهبود یابد. بنابراین ، LSI-1 هرگز وارد بازار نشد. گورمن بعداً مدیر بخش توسعه پردازنده شد و از سال 1975 مهندسی پردازنده رایانه را نظارت كرد. برای یک پروژه ، گورمن با AMD در ایده پردازی تراشه 4 بیتی Am2900 کار کرد که در پردازنده های گران قیمت اتوماسیون کامپیوتر استفاده شد و استقبال گسترده ای در بازار پیدا کرد.

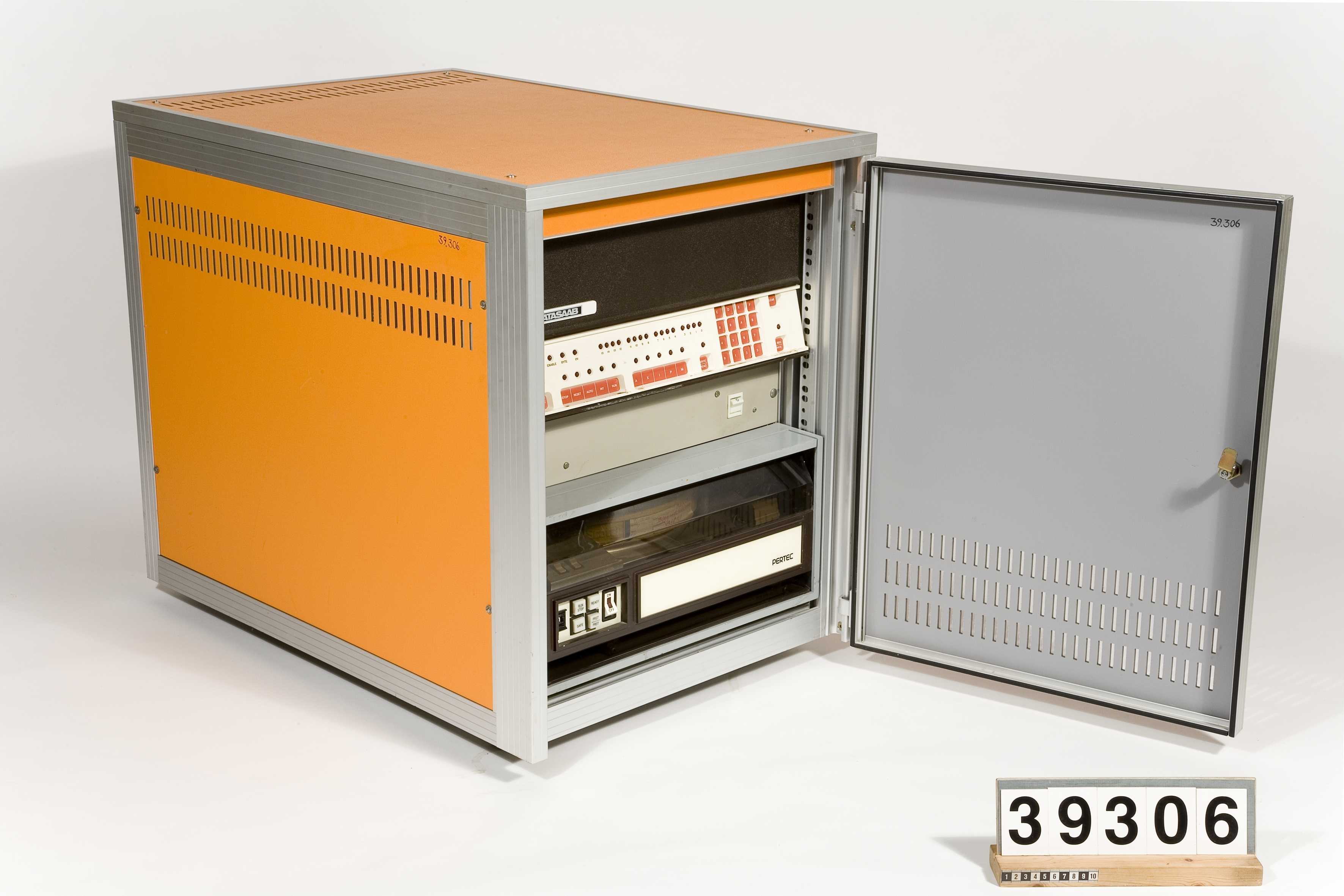
رایانه Datasaab D16 محصولی OEM و مبتنی بر Alpha LSI-2 بود. این نمونه برای پایگاه داده مشترکان برای نشریه سوئدی "Byggnadstidningen" 1975-1986 استفاده شد. پانل اپراتور یکسان با کنسول LSI است. این دستگاه در مجموعه های موزه ملی علم و فناوری سوئد است.

LSI-1 با LSI-2 جایگزین شد که همان معماری را با استفاده از منطق استاندارد TTL پیاده سازی کرد. LSI-2 شامل یک کارت کامل با دو کارت نصفه سوار بر پشت خود بود ، در سمت چپ که از پشت مشاهده می شد کارت حاوی میکرو کد در PROM های دو قطبی فیوز بود ، در سمت راست کارت گزینه ها با Promst های راه انداز و رابط سریال برای جریان Teletype حلقه یا دستگاه RS-232 بود. چند گزینه پردازنده در دسترس بود ، 2/10 با 10 ساعت مگاهرتز و 2/20 با 20 ساعت مگاهرتز. گزینه دیگر 2/60 بود که برای پشتیبانی از مجموعه دستورالعمل های پیشرفته ای که به طور خاص توسط سیستم های پردازش داده های SyFa (System For Access) اتوماسیون رایانه ای به کار رفته است ، از میکرو کد های مختلفی در نیمه کارت استفاده می کند. دو نوع کنسول در دسترس بود ، کنسول اپراتور که فقط دارای قابلیت کافی برای فعال کردن یک اپراتور برای راه اندازی سیستم و کنسول برنامه نویسی است که امکان ورود داده برای روال های راه انداز و غیره را فراهم می کند. گزینه های حافظه شامل هسته مغناطیسی بین 4 تا 16 کیلو و حافظه نیمه هادی بعدی تا 32 کیلو در قالب های مختلف ، کارت کامل و کارت نیمه بود. بانکداری حافظه که در آن می توان بلوک های حافظه را تا حدی روشن یا خاموش کرد ، محدودیت های گذرگاه آدرس 16 بیتی را دور زد. قالب باس برای دستگاه های ورودی / خروجی همان محصولات Alpha 8 و Alpha 16 باقی مانده است ، بنابراین بسیاری از دستگاه های ورودی / خروجی برای محصول قبلی هنوز می توانند استفاده شوند. با این حال ، LSI 2 دارای یک کنترل کننده دیسک سخت دو کارته و تعدادی گزینه مختلف برای کنترلرهای فلاپی نیمه کارته بود. شاسی موجود دارای پنج اسلات با PSU داخلی یا 9 اسلات با PSU خارجی بود.
هر دو سیستم آلفا و سیستم LSI با استفاده از برنامه ای به نام QCD - تشخیص  کنترل کیفیت آزمایش شدند. تعدادی از نسخه های مختلف این مورد در اطراف وجود داشت ، برای دستگاه های Alpha روی نوار کاغذی ، دیسک سخت یا نوار مغناطیسی ، و برای سیستم های LSI نوار کاغذی ، دیسک فلاپی ، دیسک سخت و نوار مغناطیسی. همچنین تشخیص های دیگری برای هر محصول وجود داشت ، بسیاری از دستگاههای ورودی / خروجی به یک هدر حلقه برگشتی سیمی نیاز دارند که خروجی را به یک الگوی خاص متصل می کند تا دستگاه بتواند خود را آزمایش کند.
محصول دیگر اواسط دهه 1970 پردازنده نیم کارت کاهش و کاهش قیمت ، 3/05 بود. که علاوه بر کنسول اختصاصی ، شاسی و منبع تغذیه نیمه کارت مخصوص خود را داشت.
در اواخر دهه 1970 مجدداً طراحی جدید LSI 2 برای ادغام دو کارت piggyback در کارت اصلی انجام شد ، این به 2/40 و 2/120 تبدیل شد. یکی دیگر از پیشرفت هایی که در مورد عملکرد سریع بدست آمد ، معرفی حافظه پنهان به صورت کارت کامل دیگر بود ، به علاوه توسعه حافظه با ماژول های نیمه هادی 64k به صورت کارت کامل قابل انجام شد. باز هم محدودیت های گذرگاه 16 بیتی آدرس به معنای نیاز به بانکداری حافظه برای برنامه های حریصانه حافظه بود. افزایش سرعت "Super 2" همانطور که سیستم ها فراخوانی می شدند ، نیاز به تجدید نظر در مادربرد داشت ، اما این با سیستم های قبلی سازگار بود.
طیف محصولات دیگری در اواخر دهه 1970 ظهور کرد ، مجموعه ای از سیستم های Naked Mini 4. اینها هنوز در TTL پیاده شده اند اما از یک مجموعه دستورالعمل متفاوت و پیشرفته استفاده می کردند . دامنه آنها ازمحدوده 4/10 ، که جایگزین نیم کارت برای 3/05 بود ، تا کارت کامل 4/30 تا 4/95 بود. اگرچه سازگاری با چند کارت ورودی / خروجی LSI-2 وجود داشت ، اما همه چیز در مورد سری NM4 به طور کلی بی نظیر بود. محصولات naked mini استفاده گسترده ای در ماشین های اولیه حروفچینی و دستگاه های فروش خودکار داشتند.
پردازنده 4/10 مبتنی بر یک جفت مدار مجتمع LSI ، تراشه DATA و تراشه CONTROL بود. تراشه های سفارشی توسط Western Digital ساخته شده و یک شرکت دیگر مستقر در کالیفرنیا منبع دوم بود. میکرو کد برای کنترل این تراشه ها در چهار PROM دو قطبی با عرض 8 بیت ذخیره شد. در سال 1978 ، تاسیسات تولیدی ریچاردسون ، تگزاس یک گروه توسعه مهندسی کوچک به ریاست فرانک جی مارشال اضافه کرد که وظیفه ساخت یک خط تولید کوچک و کم هزینه 16 بیتی کامپیوتر کوچک با استفاده از تراشه های سفارشی LSI 4/10 را داشت.  نتیجه آن خط تولید 4/04 بود که با نام SCOUT (كامپیوتر كوچك بهینه شده برای استفاده توسط هزاران نفر) یا Naked Milli نیز شناخته می شود. سیستم 4/04 از بردهای کوچک مدار (حدود 6 9 9 اینچ) استفاده می کند و از تراشه های منطقی PAL بسیار استفاده می کند. تابلوها به شاسی متصل شدند که دارای 4 تا 12 اسلات کارت بود. یک طرف شاسی منبع تغذیه سیستم بود که فقط 5 ولت بود. تابلوهایی که به ولتاژهای دیگر نیاز داشتند ، آنها را با مبدل های کوچک DC-DC تولید می کردند. SCOUT در زمان خود دارای ویژگی های پیشرفته بسیاری از جمله تشخیص خودآزمایی داخلی ، درایور plug-and-play و امکانات بوت لودر و تخصیص خودکار آدرس حافظه برای برد های حافظه بود.
وقتی اتوماسیون کامپیوتر به دهه 1980 رسید ، مشخص شد که مفهوم مینی کامپیوتر برای بیان کمی طولانی می شود. میکرو رایانه هایی مانند 8080 ، Z80 و 6502 می توانند در تجهیزات کنترل فرایند بسیار گنجانده شوند. گروه های بازاریابی و مهندسی در Computer Automation به این موضوع پی بردند و یک خط تولید و اهداف جهت جدید برای این شرکت ارائه دادند که "Triad" نامیده می شود. این اهداف بر اساس ریزپردازنده های موتورولا در گذرگاه VME یا Versa بود و یک سیستم عامل مبتنی بر یونیکس را اجرا می کرد. دیو متوین ، بنیانگذار و رئیس شرکت قاطعانه با سیستم ها و معماری های غیر اختصاصی مخالف بود و پروژه را نابود کرد.
اتوماسیون رایانه ای از سه بخش تشکیل شده بود:
- Naked Mini  مینی کامپیوتر را به OEM ها می فروخت ، جایی که از آنها برای کنترل فرآیند استفاده می شد.

- IPD (بخش محصولات صنعتی) تجهیزات تست اتوماتیک را تولید کرد. اتوماسیون رایانه ای یک ATE را برای تولید محصول داخلی خود طراحی کرده است . CA تصمیم گرفت این یک محصول قابل فروش باشد که "capable" لقب گرفته است. اولین آزمایشگرهای قابل استفاده از آلفا 16 و مدلهای بعدی از LSI-2 استفاده کردند. اینها ATE عملکردی بودند که برای استفاده و بررسی از تمام توابع منطقی ، برنامه ای را علیه UUT (واحد تحت آزمون) اجرا می کردند. پیشرفت بعدی تستر مدار  ماراتن بود که همانطور که از نام آن پیداست ، اندازه گیری اجزای موجود در مدار است.

- SyFa (سیستم های دسترسی) با استفاده از LSI 2/60 و بعداً 2/120 به عنوان هسته ، سیستم های پردازش داده توزیع شده قابل برنامه ریزی را تولید کرد. بسیاری از شرکت ها از این موارد برای انجام مشاغلی مانند کنترل سهام ، پردازش سفارش و غیره استفاده می کردند. در ابتدا این سیستم ها در ایالات متحده ساخته و مونتاژ می شدند و برای راه اندازی به انگلیس حمل می شدند ، اما در اواخر دهه هفتاد میلادی یک مرکز تولید در یک واحد جداگانه در Maple Cross در نزدیکی Rickmansworth در انگلیس مستقر بود.

در سال 1979 ، تاسیسات تولیدی در Clonshaugh در دوبلین افتتاح شد و از امتیازات مالیاتی که توسط دولت ایرلند معرفی شد ، استفاده کرد.
این شرکت آخرین بار در سال 1992 بیانیه مالی ارائه داد. 